# 立花十四朗
立花 十四朗（たちばな じゅうしろう、4月1日 - ）は、日本の男性声優。アトリエピーチに所属。埼玉県出身。血液型はB型。勝田声優学院卒業。

## 出演作品

### ゲーム
- 暁の護衛（神崎 佃吾郎）
- 暁の護衛〜プリンシパルたちの休日〜（神崎 佃吾郎）
- 暁の護衛〜罪深き終末論〜（神崎 佃吾郎）
- 暁の護衛 トリニティ コンプリートエディション（神崎 佃吾郎）
- いさましいちびの許婚（赤井 源之助）
- うさみみデリバリーズ!!（エキストラ）
- X Change Alternative2（松平 庚三郎、オリバさん）
- GREEN 〜秋空のスクリーン〜（小笠原先生）
- 四八（仮）（森井 幸雄、津蛾 亀人）
- 忍ココロ（学園長）
- 3-days Marriage 〜光源氏の恋人〜（須磨入道）
- Noel（黒澤）
- Piaキャロットへようこそ!!G.O. 〜グランド・オープン〜（木ノ下 泰男）
- ぴあきゃろG.O. TOYBOX 〜サマーフェア〜（木ノ下 泰男、おじい）
- ぴあきゃろG.O. TOYBOX2 〜スプリングフェア〜（木ノ下 泰男、おじい）
- Present for you 〜わたしをあ・げ・る〜（平 良父、アラブ系大富豪、男性キャスト）
- Missing Blue（医者）
- 雪鬼屋温泉記
- 流星☆キセキ -SHOOTING PROBE-（山之内 敬二）
- レベルジャスティス（烈震、久留間博士、政治家）
- リゼルクロス（ゼミール）
- オトミミ∞インフィニティー（岩原 島知事）[1]
- 揺り籠より天使まで（黒迫 漸治朗）[2]
- HOTEL.（藤野 正義）[3]
- BUNNYBLACK 2[4]
- 門を守るお仕事[5]

- LOVELY×CATION2（神主）
- BUNNYBLACK3
- 夢か現かマトリョーシカ
- メイド超狂イク ～服従母娘、孤島の館での淫虐調教～（麻袋）
- イノセントガール（綾代父）
- 13人の麗しきケダモノ（松下 茂吉）
- あねよめカルテット（日高 晃宏）
- お嬢様はカタイのがお好き! ～神性なる女子寮日記～（斉藤）
- いたずら狂悪（古桶 勝）
- 悪魔娘の看板料理
- PRETTY×CATION2
- 聖騎士Melty☆Lovers（ディード＝クライメル）
- あねよめコンチェルト（日高 晃宏）
- 空色イノセント（水鳥フライングスクール会長）
- その古城に勇者砲あり!
- 働くオトナの恋愛事情
- 手垢塗れの天使
- 生命のスペア I was born for you（静峰 恭也）
- 白衣の天使はお世話好き! ～ラブラブエッチな入院生活～（長沼 悟）
- 呪いの魔剣に闇憑き乙女
- 働くオタクの恋愛事情
- 新妻LOVELY×CATION
- ぴあきゃろ PetitBox（木ノ下 泰男）
- ひとつ屋根の、ツバサの下で（松本 穣）
- はるとゆき、

### ドラマCD
- 悪代官〜onu si mo waru yo noh〜（弁天堂 菊蔵）

### その他
- ミステリチャンネル（ナレーション）